# Cristiano Luigi Casimiro di Sayn-Wittgenstein-Ludwigsburg
Cristiano Luigi Casimiro di Sayn-Wittgenstein-Ludwigsburg (Ludwigsburg, 13 luglio 1725 – Rheda, 6 maggio 1797) fu conte del Sayn-Wittgenstein-Ludwigsburg tra il 1750 e il 1796.

## Biografia
Cristiano Luigi era figlio del conte Francesco Luigi di Sayn-Wittgenstein-Ludwigsburg e della contessa Helene Emilie zu Solms-Baruth. Cristiano Luigi Casimiro fu preso prigioniero nel 1761, stabilitosi in Russia, si arruolò nell'esercito russo e si distinse nella Rivolta di Kościuszko, per poi servire nel Caucaso.
Si sposò due volte. La prima, il 13 luglio 1763, con la Contessa Amalie Ludowika Finck von Finckenstein. La seconda, il 14 febbraio 1774, con la Principessa Anna Petrovna Dolgorukova. Tutti i suoi sette figli, tra cui il principe Peter Wittgenstein, vennero dal primo matrimonio.

## Ascendenza
|                                                                  |                                              |                                            | Genitori                                         |  |  | Nonni |  |  | Bisnonni                                                |  |  | Trisnonni                                               |  |
|                                                                  |                                              |                                            |                                                  |  |  |       |  |  | Giorgio Guglielmo, conte di Sayn-Wittgenstein-Berleburg |  |  | Ludovico Casimiro, conte di Sayn-Wittgenstein-Berleburg |  |
|                                                                  |                                              |                                            |                                                  |  |  |       |  |  | Giorgio Guglielmo, conte di Sayn-Wittgenstein-Berleburg |  |  | Ludovico Casimiro, conte di Sayn-Wittgenstein-Berleburg |  |
|                                                                  |                                              | Elisabetta Giuliana di Nassau-Weilburg     |                                                  |  |  |       |  |  | Giorgio Guglielmo, conte di Sayn-Wittgenstein-Berleburg |  |  |                                                         |  |
| Luigi Francesco, conte di Sayn-Wittgenstein-Ludwigsburg          |                                              |                                            |                                                  |  |  |       |  |  | Giorgio Guglielmo, conte di Sayn-Wittgenstein-Berleburg |  |  |                                                         |  |
|                                                                  |                                              | Amelia Margherita de La Place              | Francesco de La Place, visconte di Machaut       |  |  |       |  |  |                                                         |  |  |                                                         |  |
|                                                                  |                                              | Amelia Margherita de La Place              | Francesco de La Place, visconte di Machaut       |  |  |       |  |  |                                                         |  |  |                                                         |  |
|                                                                  |                                              | Amelia Margherita de La Place              | Anna Margherita di Brederode                     |  |  |       |  |  |                                                         |  |  |                                                         |  |
| Francesco Luigi, conte di Sayn-Wittgenstein-Ludwigsburg          |                                              | Amelia Margherita de La Place              |                                                  |  |  |       |  |  |                                                         |  |  |                                                         |  |
|                                                                  |                                              | Casimiro, conte di Lippe-Brake             | Ottone, conte di Lippe-Brake                     |  |  |       |  |  |                                                         |  |  |                                                         |  |
|                                                                  |                                              | Casimiro, conte di Lippe-Brake             | Ottone, conte di Lippe-Brake                     |  |  |       |  |  |                                                         |  |  |                                                         |  |
|                                                                  |                                              | Casimiro, conte di Lippe-Brake             | Margherita di Nassau-Dillenburg                  |  |  |       |  |  |                                                         |  |  |                                                         |  |
| Edvige di Lippe-Brake                                            |                                              | Casimiro, conte di Lippe-Brake             |                                                  |  |  |       |  |  |                                                         |  |  |                                                         |  |
|                                                                  |                                              | Anna Amalie di Sayn-Wittgenstein-Homburg   | Ernesto, conte di Sayn-Wittgenstein-Homburg      |  |  |       |  |  |                                                         |  |  |                                                         |  |
|                                                                  |                                              | Anna Amalie di Sayn-Wittgenstein-Homburg   | Ernesto, conte di Sayn-Wittgenstein-Homburg      |  |  |       |  |  |                                                         |  |  |                                                         |  |
|                                                                  |                                              | Anna Amalie di Sayn-Wittgenstein-Homburg   | Elisabetta di Sayn-Wittgenstein-Wittgenstein     |  |  |       |  |  |                                                         |  |  |                                                         |  |
| Cristiano Luigi Casimiro, conte di Sayn-Wittgenstein-Ludwigsburg |                                              | Anna Amalie di Sayn-Wittgenstein-Homburg   |                                                  |  |  |       |  |  |                                                         |  |  |                                                         |  |
|                                                                  | Federico Sigismondo I, conte di Solms-Baruth | Giovanni Giorgio II, conte di Solms-Baruth |                                                  |  |  |       |  |  |                                                         |  |  |                                                         |  |
|                                                                  | Federico Sigismondo I, conte di Solms-Baruth | Giovanni Giorgio II, conte di Solms-Baruth |                                                  |  |  |       |  |  |                                                         |  |  |                                                         |  |
|                                                                  | Federico Sigismondo I, conte di Solms-Baruth | Anna Maria di Erbach-Fürstenau             |                                                  |  |  |       |  |  |                                                         |  |  |                                                         |  |
| Giovanni Cristiano I, conte di Solms-Baruth                      | Federico Sigismondo I, conte di Solms-Baruth |                                            |                                                  |  |  |       |  |  |                                                         |  |  |                                                         |  |
|                                                                  |                                              | Ernestina di Schönburg-Hartenstein         | Ottone Alberto, signore di Schönburg-Hartenstein |  |  |       |  |  |                                                         |  |  |                                                         |  |
|                                                                  |                                              | Ernestina di Schönburg-Hartenstein         | Ottone Alberto, signore di Schönburg-Hartenstein |  |  |       |  |  |                                                         |  |  |                                                         |  |
|                                                                  |                                              | Ernestina di Schönburg-Hartenstein         | Ernestina di Reuss-Gera                          |  |  |       |  |  |                                                         |  |  |                                                         |  |
| Elena Emilia di Solms-Baruth                                     |                                              | Ernestina di Schönburg-Hartenstein         |                                                  |  |  |       |  |  |                                                         |  |  |                                                         |  |
|                                                                  |                                              | Elia Andrea, conte Henckel di Donnersmarck | Elia, conte Henckel di Donnersmarck              |  |  |       |  |  |                                                         |  |  |                                                         |  |
|                                                                  |                                              | Elia Andrea, conte Henckel di Donnersmarck | Elia, conte Henckel di Donnersmarck              |  |  |       |  |  |                                                         |  |  |                                                         |  |
|                                                                  |                                              | Elia Andrea, conte Henckel di Donnersmarck | Anna Maria di Puchheim                           |  |  |       |  |  |                                                         |  |  |                                                         |  |
| Elena Costanza Henckel von Donnersmarck                          |                                              | Elia Andrea, conte Henckel di Donnersmarck |                                                  |  |  |       |  |  |                                                         |  |  |                                                         |  |
|                                                                  |                                              | Barbara Elena di Maltzan                   | Giovanni Bernardo II, barone di Maltzan          |  |  |       |  |  |                                                         |  |  |                                                         |  |
|                                                                  |                                              | Barbara Elena di Maltzan                   | Giovanni Bernardo II, barone di Maltzan          |  |  |       |  |  |                                                         |  |  |                                                         |  |
|                                                                  |                                              | Barbara Elena di Maltzan                   | Anna Ursula di Hohenzollern                      |  |  |       |  |  |                                                         |  |  |                                                         |  |
|                                                                  |                                              | Barbara Elena di Maltzan                   |                                                  |  |  |       |  |  |                                                         |  |  |                                                         |  |